# Dějiny saského mincovnictví
Dějiny saského mincovnictví (německy Sächsische Münzgeschichte), respektive míšeňsko-saského mincovnictví zahrnují tři hlavní období, jimiž jsou: vrcholně středověké regionální fenikové období (brakteátové období), pozdně středověké grošové období a tolarové období, které skončilo zavedením markové měny v letech 1871/72. Bohatá ložiska stříbra, která byla objevena poblíž Freibergu již v polovině 12. století, umožnila, že Sasko získalo vedoucí postavení v rámci německého mincovnictví.
Saské feniky ražené na východě Saska, které ve své monografii o saském mincovnictví zmiňuje i numismatik Walter Haupt, vycházely z principů karolínské mincovní reformy, která formovala nejstarší míšeňské ražby. Různé názvy těchto typů feniku pak odkazují na dosud neobjasněné místo feniků ve středověké numismatice.
Přemyslovské brakteáty se inspirovaly míšeňskou předlohou stejně jako jáchymovský tolar, který vychází ze saského Klappmützentaleru. Naopak pražský groš byl předlohou pro saské grošové období.

## Fenik svysokým okrajem (saský fenik)

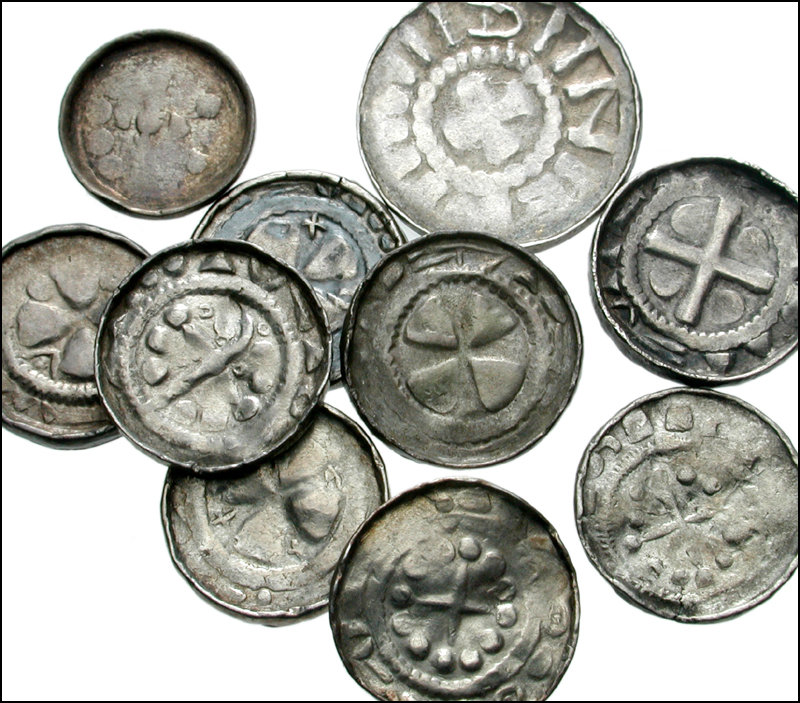
Saský fenik

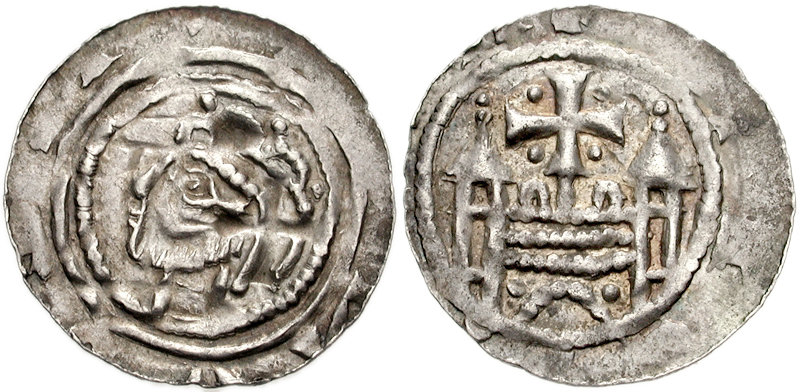
Tzv. Dünnpfennig, 11. století, Říšská mincovna Magdeburg

Jako saský fenik se označuje typ feniku s vysokým okrajem z 10. a 11. století, který je spolu s otonsko-adelheidským fenikem nejběžnějším typem mince v tomto období. Saské feniky jsou nejstarší mince ražené v Sasku. Feniky z období císařské vlády saské dynastie Otonů s nápisem OTTO nebo ODDO ve stylizovaném portálu kostela byly pravděpodobně raženy za Oty I. (936–973) nebo brzy poté v Magdeburgu a řadí se k nejstarším skupinám feniků s vysokým okrajem.
Míšeňská markrabata razila mince v postavení ministeriálů Svaté říše římské. Markrabě Ekkehard I. z Míšně (985–1002) dal v míšeňské říšské mincovně razit feniky. Denár s nápisy EKKINHARD a MISSNI je nejstarší známou míšeňskou mincí.

### Zánik fenikové ražby
Přeměna vážené libry na libru počítanou za vlády franského císaře Jindřicha IV. (1056–1106) měla za následek úpadek oboustranně ražených feniků. Vážená libra (367 gramů) byla změněna na počítanou libru dělenou na 240 feniků, jejichž hmotnost se kontinuálně zmenšovala. Průměr těchto lehčích feniků se přitom zvětšoval. Střížek byl nakonec tak malý, že mince nemohla být vyražena horním a dolním razidlem současně v jedné operaci. Při ražbě tzv. tenkých feniků bylo proto nutné střížek otočit, aby bylo možné vyrazit druhou stranu mince. Tlak razidla na jedné straně však vedl k deformaci mincovního obrazu na straně druhé. Aby bylo dosaženo dobrého mincovního obrazu, mělo nyní smysl vzdát se druhého úderu a ušetřit tento druhý pracovní krok.
Tento jev pravděpodobně vedl k ražbě jednostranných brakteátů počínající kolem roku 1140 za markraběte Konráda Velikého (1123–1156).

## Brakteátové období

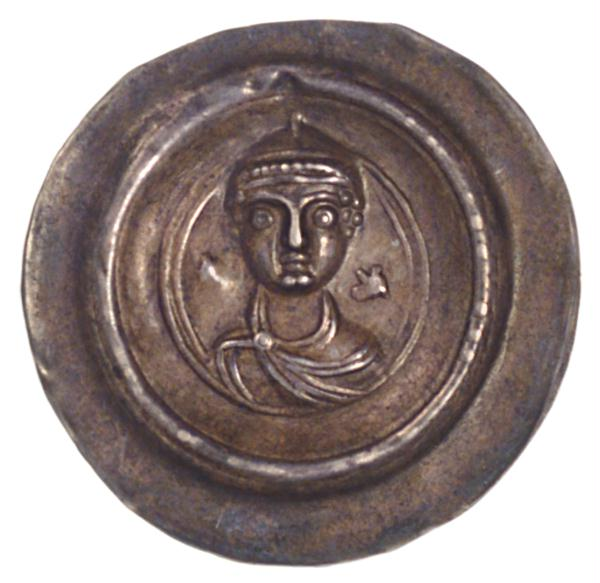
Míšeňské markrabství, Ota Míšeňský (1156–1190), brakteát

Většina míšeňských brakteátů z období mezi léty 1170 a 1300 pochází z první míšeňské mincovny, která freiberské mince razila. Byla to od 13. století hlavní zemská mincovna Wettinů. Vedle feniků existovaly také půlfeniky a čtvrtfeniky. Velké platby se v té době prováděly ve stříbrných ingotech.
Brakteáty všech míšeňských a hornolužických mincoven byly raženy jednotným stylem a jednotným mincovním rázem. Freiberský mincmistr dostal pokyn, aby neudělal více než 244 nebo 246 feniků z jedné (pražské) libry stříbra o hmotnosti 253 g. To odpovídá průměrné hmotnosti feniku vážícího dobrý 1 g. Nejvyšší průměrná hmotnost v brakteátovém nálezu z Puschwitz z raných ražeb kolem roku 1140 byla pouze 0,811 g. Na konci 13. století a na počátku století 14. průměrná hmotnost klesla na 0,573 g.
Tyto feniky platily jenom v oblasti svého původu, proto se brakteátovému období také říká období regionálních feniků. Každý, kdo přišel obchodovat z jiné měnové oblasti, si musel vyměnit platidla, která s sebou přinesl, za místní měnu. Tato směna byla jedním z příjmů mincmistra.
Náklady na ražbu mincí musely být pokryty povinnou roční výměnou feniků v poměru dvanácti starých za devět či deset nových. Ve freiberském městském právu bylo stanoveno, že pouze mincmistr nebo rychtář mohou znehodnotit (zlomit) prošlou minci. Tyto lehce poškoditelné mince se nosily v malých plechovkách.
Brakteáty razily mincovny v Budyšíně, Colditz, Freibergu, Gothě, Langensalze, Lipsku, Výmaru a Wittenbergu.

#### Dynastické brakteáty

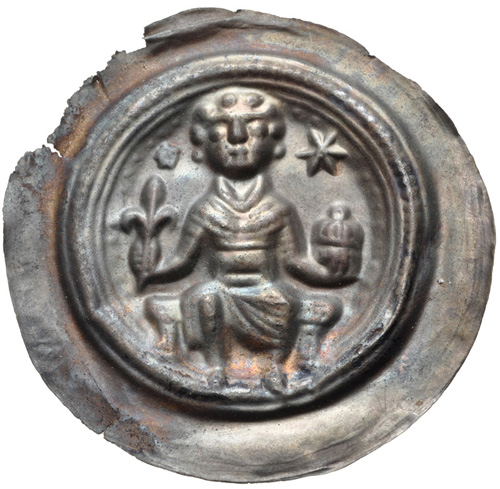
Panství Eilenburg, Otto (1191–1234) brakteát

Mincovní právo v rámci císařského regálu měly ve wettinských oblastech četné nezávislé dynastie. Podle Haupta jsou doloženy tyto dynastické brakteáty:
- Páni z Apoldy
- Páni z Biebersteinu
- Hrabata z Brehny
- Páni z Colditz
- Purkrabí z Dohny
- Páni z Eilenburgu
- Purkrabí z Leisnigu
- Páni z Lobdeburgu
- Purkrabí z Míšně
- Purkrabí z Neuenburgu
- Páni z Packu
- Fojti z Plauen
- Páni z Waldenburgu na Wolkensteinu
- Fojti z Weidy-Gery
- Hrabata z Wettinu

Rostoucí moc míšeňských markrabat ve 14. století však vedla k tomu, že až na několik výjimek ražba těchto císařských ministeriálů ustala.

#### Duchovenské brakteáty

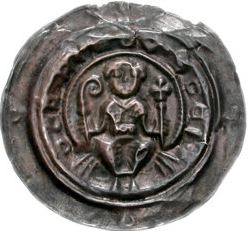
Naumburské biskupství, Berthold II. z Míšně

Naumburští biskupové využívali svého mincovního práva ve Strehle společně s míšeňskými markrabaty.
Také míšeňští biskupové si jako hradní a mincovní páni nechali razit vlastní brakteáty. Na konci 12. století vznikly nové doly v Scharfenbergu. K místům ražby později zřejmě přibyly i dva biskupské hrady Wurzen a Stolpen. Poslední brakteáty míšeňského biskupa byly raženy na konci 13. století.
Mincovní oprávnění mělo i opatství v Pegau, které si nechávalo razit brakteáty s velkým berličkovým křížem a většinou i s rozlišovacím nápisem. Pro stálý obsah dobrého stříbra byly velmi oblíbené, a dokonce se přerážely. Známy jsou přeražby míšeňských purkrabí, markraběte Dietricha, hrabat z Brehny a arcibiskupů z Magdeburgu.

#### Klasifikace míšeňských brakteátů podle stáří

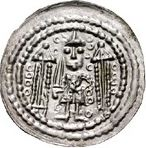
Konrád I. z Míšně (1123–1156), nejstarší míšeňský typ
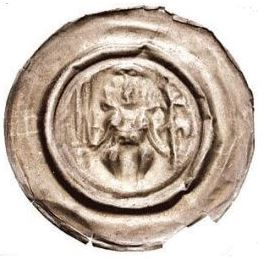
Jindřich III. Míšeňský (1221–1288), raženo asi roku 1250

Chronologie míšeňských brakteátů je obtížná. S výjimkou jejich počátků se jména mincoven objevují pouze ve výjimečných případech. Hrubou klasifikaci provedl Haupt na s. 34–38.
| Datování                             | Rozměr/charakteristický znak            | Poznámka |
| ------------------------------------ | --------------------------------------- | --- |
| ca. 1140/1150                        | průměr až 37 mm, plochá ražba           | Nejstarší brakteáty se razily ocelovými raznicemi, které jsou dokladem románského umění miniatury. Mincovní obraz sahá až k okraji.                                                                      |
| po roce 1150 až do konce 12. století | postupné zmenšování průměru až na 20 mm | Hmotnost mince se příliš nezmenšila. Tyto brakteáty byly silnější, a proto odolnější proti poškození. Široký a vysoký lem, který obklopuje mincovní obraz, zvyšoval pevnost mince.                       |
| kolem roku 1200 až 1250              | průměr až 40 mm, vysoká profilace       | Používání razidel z bronzového odlitku ušetřilo výrobní náklady. Technika lití vyžadovala větší profilaci a průměr. Tyto brakteáty mají výztužný lem, typickým mincovním obrazem je „panovník na trůnu“. |
| ca. od roku 1250 až 1300             | „zrnitý“ povrch, velký průměr           | Brakteáty se vyráběly hromadně kvůli stoupajícímu výnosu z dolů. Mírně drsný povrch od bronzového razidla se již nevyhlazoval.                                                                           |
| ca. od roku 1300                     | téměř kloboukovité vyboulení            | V jednom procesu ražení se vyrábělo několik na sebe kladených polotovarů. Mincovní obraz splývá s okrajem.                                                                                               |

Pro vývozní obchod představoval regionální fenik se svou ohraničenou platností a nucenou každoroční výměnou značnou překážku. Obchodníci požadovali jednotné peníze, které by platily ve větší oblasti. Bylo také zapotřebí větších nominálních mincí, nejen feniků.
Za markraběte Fridricha II. (1323–1349) regionální fenikové období skončilo.

## Grošové období
Po nahrazení fenikové měny markrabětem Fridrichem II. v letech 1338/39 nově zavedeným širokým grošem (grossi lati) začalo pozdně středověké grošové období. Nový groš byl ražen ve freiberské mincovně po vzoru pražského groše, který se razil v Čechách od roku 1300. Stejně jako v Českém království byli při převodu měny v Míšeňském markrabství konzultováni italští finanční poradci.
Měnové přizpůsobení na nový lehčí rýnský gulden jako základ pro míšeňskou grošovou měnu proběhlo v několika úsecích v letech 1368–1369. Kromě grošů byly raženy také feniky a halíře. Groš měl hodnotu 9 nebo 12 feniků, fenik se dělil na 2 halíře. Míšeňský groš se vedle pražského groše stal přední peněžní jednotkou ve střední Evropě.
Na konci 14. a 15. století založili Wettinové vedle své hlavní mincovny ve Freibergu další mincovny v Sangerhausenu, Cvikově, Gothě, Lipsku, Výmaru, Colditz, Wittenbergu a Langensalze, z nichž některé byly v provozu pouze dočasně. Mincovna ve Freibergu zůstala až do svého uzavření hlavní zemskou mincovnou.
Mincovnu v Colditz vlastnila kurfiřtka Markéta, manželka kurfiřta Fridricha II. (1428–1464). Zcela mimořádnou událostí v dějinách saského mincovnictví byla skutečnost, že tento kurfiřt v roce 1456 zřídil své manželce jako odškodnění za vysoký poklad, který jí náležel, vlastní mincovnu v Colditz, aby jí umožnil razit si vlastní mince. O těchto ražbách svědčí tzv. Markétiny groše s dodatečným „M“ v nápisu.
V důsledku politiky vysokých výdajů markraběte Viléma I. Jednookého (1382–1407) byly země a obyvatelstvo značně zatíženy.
Zahraniční města čelila narůstajícímu zhoršení mincí dodatečnými kontramarkami stále ještě kvalitních míšeňských grošů. Teprve v roce 1412 se Fridrichu I. Saskému stabilizovat grošovou měnu na základě 20 štítových grošů k jednomu rýnskému guldenu.
Zlatý rýnský gulden muselo Sasko uznat v souvislosti s platebními závazky dálkového obchodu. Od roku 1456 byla nakonec založena mincovna v Lipsku, jež bylo velkou obchodní metropolí.
Objev nových nalezišť stříbra v Krušných horách u Schneebergu a Annabergu vedl v Sasku ve druhé polovině 15. století k dalšímu období intenzivní těžby. Nově vybudované „horní mincovny“ Schneeberg, Cvikov (zde byla mincovna uzavřena roku 1449), Annaberg a Buchholz musely pokrýt rostoucí platební závazky rozsáhlou ražbou mincí.
Původ míšeňského guldenu, který se jako účetní mince používal až do 19. století, sahá až k saskému mincovnímu systému z 9. srpna 1480, podle něhož byla hodnota tohoto zlatého guldenu stanovena na 21 grošů.

### Zvláštní míšeňsko-saské groše

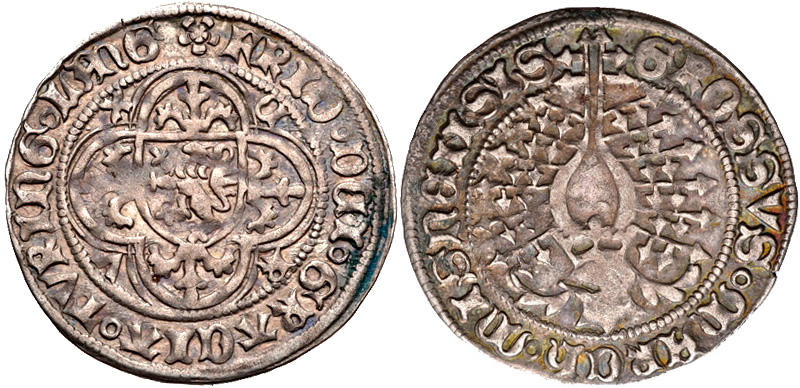
Markrabě Fridrich I. Saský, Mincovna ve Freibergu, helmový groš 1405–1411
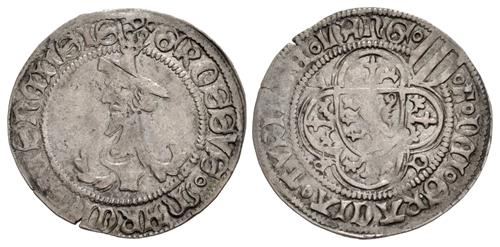
Kurfiřt Fridrich II. Míšeňský, tzv. groš s hlavou žida, Mincovna ve Freibergu, 1444 až asi 1451
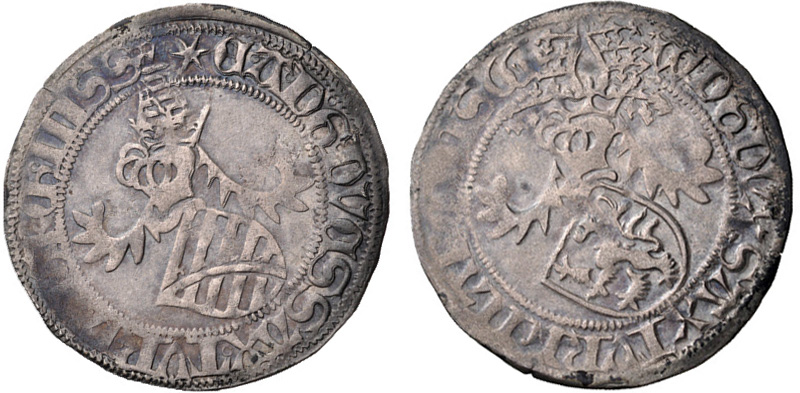
Kurfiřt Ernst, vévoda Albrecht, vévoda Wilém III., tzv. groš s rohy z roku 1466, Mincovna v Lipsku
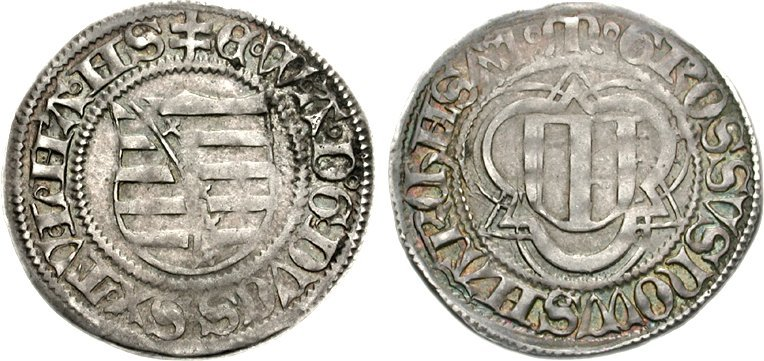
Kurfiřt Ernst, vévoda Albrecht, vévoda Vilém III. s kurfiřtkou Markétou (1475–1482), špičatý groš 1475, Mincovna v Colditz (Markétin groš)
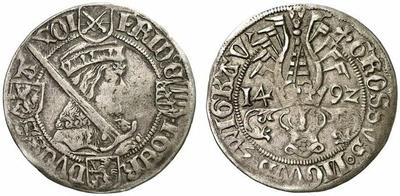
Kurfiřt Fridrich III., Jan a vévoda Jiří, tzv. vousatý groš z roku 1492, Mincovna Cvikov a Schneeberg
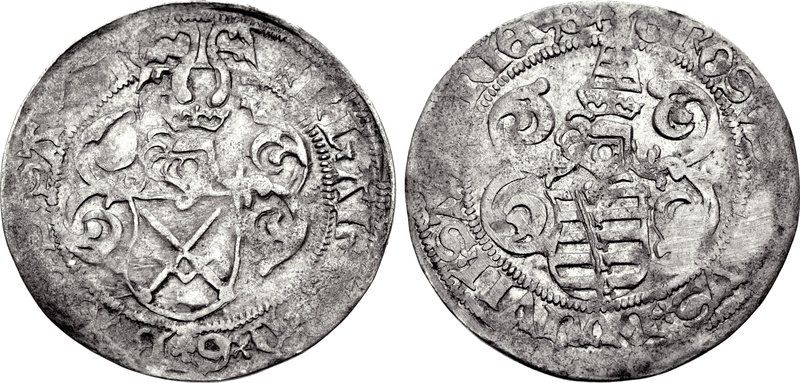
Kurfiřt Fridrich III. s Janem a vévodou Albrechtem, Schneeberger, tzv. úrokový groš z roku 1498

- Helmové groše (Helmgroschen) nebo také durynské groše jsou hodnotné groše ražené Fridrichem I. a lantkrabětem Balthasarem Durynským v Míšeňském markrabství a Durynském lantkrabství v letech 1405–1411, které byly určeny hlavně pro durynské državy. Jméno tohoto groše je odvozeno od helmy s velkým durynským hřebenem na zadní straně mince.[15][16] Helmové groše jsou první míšeňské groše, které se odlišují od obvyklého mincovního obrazu. Těmito groši s poutavým mincovním obrazem chtěli Wettinové podpořit měnu, která byla oslabována neustálým zhoršováním mincí.
- Groše s hlavou žida (Judenkopfgroschen) jsou groše vyšší hodnoty (Oberwähr), které byly raženy za kurfiřta Fridricha II. Saského (1428–1464) podle mincovního řádu od roku 1444 až asi do roku 1451. Na tomto projektu se podílel také kurfiřtův bratr, vévoda Vilém III. Statečný (1445–1482). Název mince je odvozen od jejího rubu s mužskou hlavou s míšeňskou pokrývkou hlavy, tzv. hlavy žida.[17]
- Groše s rohy (Horngroschen) byly raženy v letech 1465–1469 vévody Ernstem a Albrechtem společně s jejich strýcem Vilémem (1465–1482)[18] jako groše vyšší hodnoty (Oberwähr).[19] Tento typ groše je první, který Wettinové nechali po 123 letech od první ražby grošů razit s letopočtem.[19] Oslabená saská měna měla být nahrazena novou a stabilní měnou se snahou dosáhnout stability prostřednictvím mincovních reforem z let 1444 a 1456/57 s vytvořením dvojí měny v podobě vyšší (Oberwähr) a nižší hodnoty (Beiwähr). Tato snaha však ztroskotala.[20]
- Špičaté groše (Spitzgroschen) byly raženy za kurfiřta Ernsta (1464/85–1486), jeho bratra vévody Albrechta III. Saského (1464/85–1500) a jejich strýce Viléma III. Statečného (1445–1482) v letech 1475–1482 na základě mincovního řádu ze dne 28. prosince 1474, aby rozptýlily nedůvěru obyvatelstva vůči ekvivalentním grošům s rohy z legovaného stříbra. V Saském kurfiřtství byly za kurfiřta Mořice (1541–1547–1553) a za kurfiřta Augusta (1553–1586) prováděny dodatečné ražby v letech 1547–1553.[21]
- Tzv. Markétiny groše (Margarethengroschen) jsou saské groše ražené v letech 1456–1477 v mincovně v Colditz s dodatečně vyraženým „M“ na začátku nebo uprostřed nápisu.[22] Toto „M“ označuje Markétu (* kolem 1416, † 1486), manželku kurfiřta Fridricha II. Saského (1428–1464). Na ražbách z roku 1456 se objevuje Markéta jako nelegální panovnice, protože dala své jméno vyrazit před jméno kurfiřta a nechala si rovněž vyrobit své výhradní ražby, třebaže mincovní právo získala od císaře teprve v září 1463.[23]
- Vousaté groše (Bartgroschen) je označení grošů ražených v letech 1492–1493 v nákladu 205 000 kusů v mincovnách Cvikov a Schneeberg.[20] Jedná se o první mince v dějinách saského mincovnictví, které nesly vyobrazení panovníka, vousatého kurfiřta Fridricha III. Saského.[24]
- Úrokové groše (Zinsgroschen, Mutgroschen nebo Schneeberger) je označení saských grošů ražených od roku 1496, kterými se platily určité daně (úroky). Tento nový typ groše byl ražen po dobu 3½ desetiletí a byl vzorem pro groše 16. století.
- Schreckenberské groše (Schreckenberger) vyráběné ze stříbra schreckenberských dolů, byly raženy podle mincovního řádu z 18. srpna 1498. Tyto nové velké groše měly hodnotu 3 běžných grošů a ryzost 861/1000. Sedm schreckenberských grošů odpovídalo hodnotě jednoho rýnského guldenu.

Úrokové groše ražené ze schneeberského a schreckenberského stříbra byly využity k přípravě nové měny stříbrného guldenu zavedené roku 1500 na základě tyrolského modelu, resp. prvních saských tolarových mincí.
Saské groše se razily v mincovnách Freiberg, Colditz, Gotha, Langensalza, Lipsko, Scheeberg, Výmar, Wittenberg a Cvikov.

## Tolarové období

### Od roku 1500 knástupu nového říšského měnového zákona vroce 1571
Na konci 15. století vedly nové technické a hospodářské metody v saské těžbě k neobvykle vysokému výtěžku stříbra. To přispělo k tomu, že kurfiřt Fridrich III. Saský (1486–1525) a jeho bratr Jan Vytrvalý (1486/1525–1532) po dohodě s Jiřím Bradatým (1500–1539) jako zástupcem jeho otce Albrechta III. Saského (1464/85–1500) vyhlásili v roce 1500 tzv. Lipský mincovní řád. Poté měl být groš (Guldengrosch, Guldiner, tj. zlatníkový groš) dorovnán na rýnský gulden. Tento tolar (tzv. Klappmützentaler), původně nazývaný gulden či guldiner, měl být stříbrným ekvivalentem zlatého rýnského guldenu, neboť zlata byl v té době v Evropě naprostý nedostatek.
Tzv. Locumtenenstaler, který byl vyražen v roce 1507 za kurfiřta Fridricha III. Saského, je poprvé opatřen titulem císařského vikáře ve formě „Imperique locumtenens generalis“ (latinsky = říšský generální místodržitel). Jedná se o první vikariátní mince v Sasku. Jiný pamětní tolar (Schautolar) Fridricha III. (1522) byl věnován památce Martina Luthera a mohl být také zamýšlen jako medaile.
V době saské měnové odluky byla společná ražba mincí dohodnutá v rámci Lipského dělení mezi Ernestiny a Albertiny v letech 1530–1533 dočasně pozastavena. Když ernestinská linie Wettinů ztratila roku 1547 kurfiřtský titul ve prospěch Albertinů, byly předchozí společné bratrské ražby definitivně ukončeny. Nový kurfiřt Mořic (1541–1547–1553) už nechal razit mince pouze pod svým vlastním jménem. Tím začalo nové období samostatných dějin mincovnictví albertské linie saského panovnického domu.
Ražení mincí u Ernestinců a pozdějších vedlejších linií v Durynsku jsou rovněž součástí dějin saského mincovnictví, avšak to by ve své rozmanitosti mělo být pojednáno samostatně.
Kurfiřt August (1553–1586) centralizoval ražbu spojením výroby všech zemských minci do jediné mincovny v Drážďanech, která se stala ústřední mincovnou celého kurfiřtství. Po Augustově připojení k říšskému mincovnímu řádu v roce 1571 začalo v Sasku druhé období tolarové měny.
- Tolary podle saského mincovního rázu:

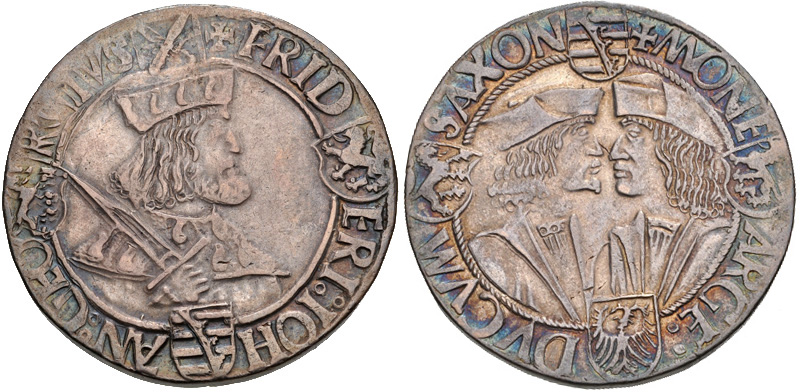
Kurfiřt Fridrich III. a vévodové Jan a Jiří, gulden (Klappmützentaler), Mincovna v Annabergu (1512–1523)
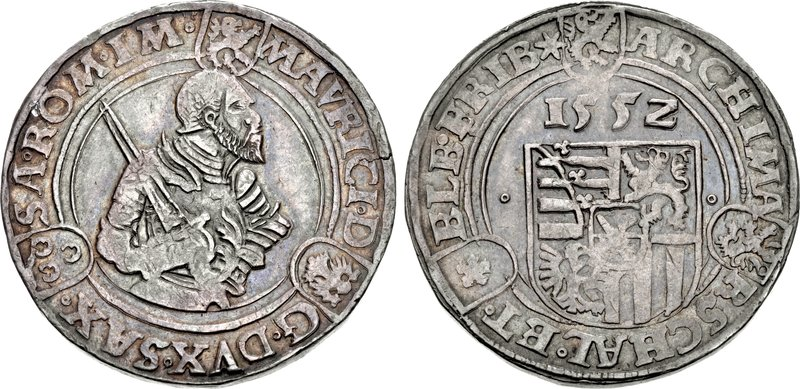
Kurfiřt Mořic Saský, zlatníkový groš 1552, Mincovna ve Freibergu. Měnová odluka od roku 1547
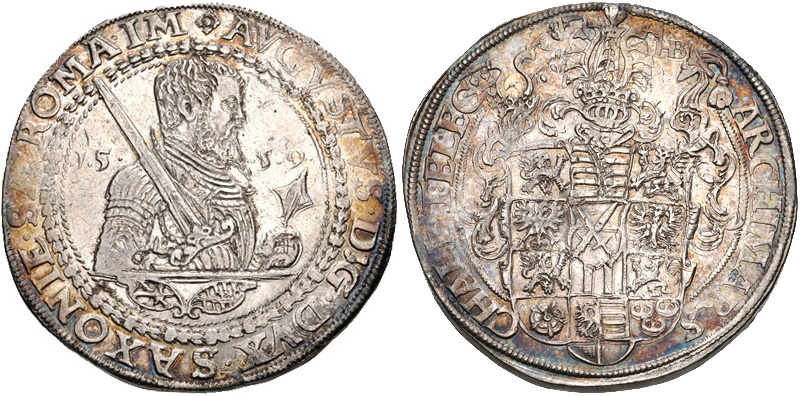
Kurfiřt August Saský, zlatníkový groš, 1559, Mincovna v Drážďanech
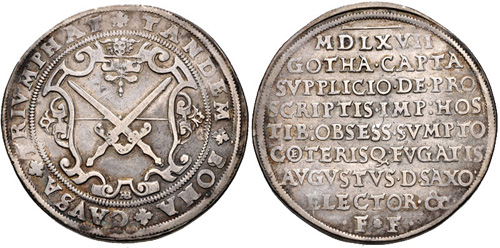
Kurfiřt August, tolar (zlatníkový groš) 1567, Mincovna v Drážďanech

### Ražba podle říšského mincovního rázu

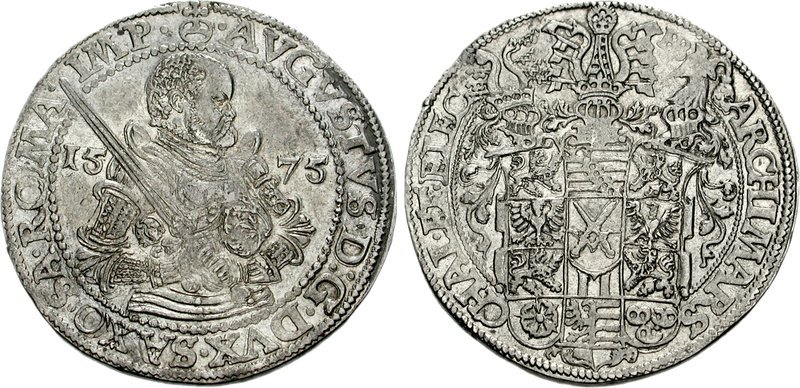
Kurfiřt August, říšský tolar 1575, Mincovna v Drážďanech

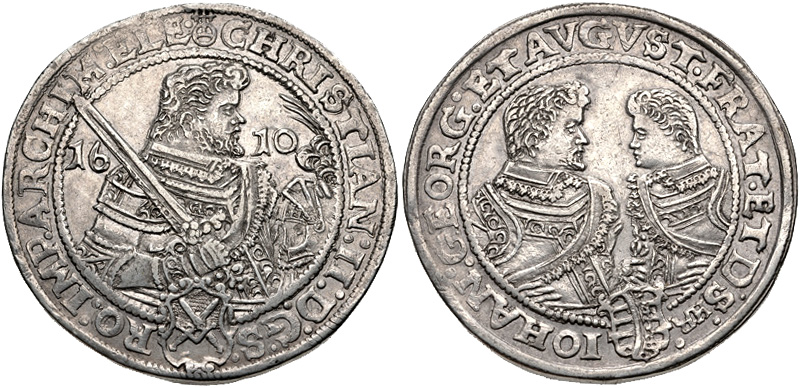
Tolar tří bratrů z roku 1610, Mincovna v Drážďanech

V roce 1571 se kurfiřt August a stavy Hornosaského a Dolnosaského říšského kraje připojili k říšskému mincovnímu řádu. 10 krajů, na které byla rozdělena Svatá říše římská, se tehdy zavázalo k dodržování tohoto mincovního řádu.
Ražba po přistoupení na říšský mincovní řád v roce 1571: (Výňatek podle Arnolda)
- Mincovní ráz 1571–1667 (říšský mincovní ráz): 9 říšských tolarů na jednu jemnou marku váhy (půl libry)

| Nominál                      | Hmotnost (g) | Ryzost (0/00) |
| ---------------------------- | ------------ | ------------- |
| říšský tolar = 24 grošů      | 29,23        | 888,89        |
| ½ říšského tolaru = 12 grošů | 14,62        | 888,89        |
| ¼ říšského tolaru = 6 grošů  | 7,31         | 888,89        |
| ⅛ říšského tolaru = 3 groše  | 3,61         | 888,89        |
| 1⁄24 říšského tolaru (groš)  | 2,15         | 500           |
| trojník (¼ groše)            | 0,85         | 312,5         |
| fenik (1⁄12 groše)           | 0,34         | 250           |

Zlatý gulden a dvojitý gulden, které se po přestupu kurfiřtství na říšský mincovní řád opět razily, nepatří k saským nominálům říšského mincovního řádu. Říšský gulden v hodnotě 21 grošů (1584) je účetní mincí.

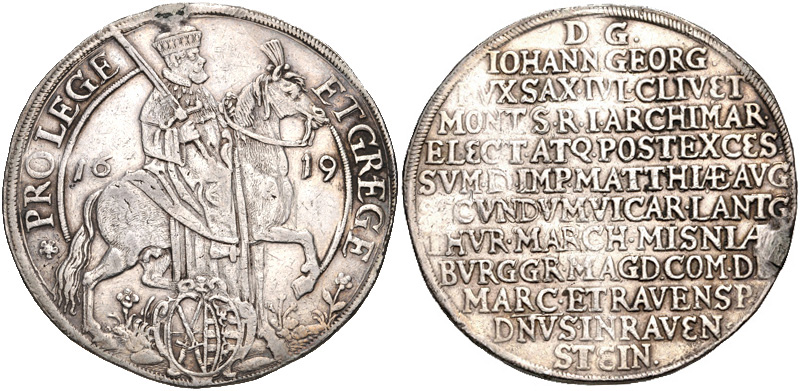
Kurfiřt Jan Jiří I. Saský, vikariátní tolar (široký tolar, říšský tolar) 1619, smrt císaře Matyáše, Mincovna v Drážďanech

Saští kurfiřtové, kteří měli dostatek stříbra, si mohli dovolit vedle měnových mincí i četné pamětní ražby. Saské vikariátní mince ražené od roku 1612 jsou pamětními mincemi saských kurfiřtů, na nichž byli podle saských zákonů vyraženi jako zástupci císaře v částech říše během uprázdnění císařského trůnu. Tento císařský vikariát sdíleli s rýnskými falckrabaty.
Hornosaský říšský kraj se v letech 1571–1667 snažil dodržovat říšský mincovní ráz. Pokles těžby stříbra a vysoké náklady na ražbu drobných mincí však vedly k inflaci doprovázené spekulanty, kteří oběživo vyměňovali a znehodnocovali (tzv. období „Kipper und Wipper“), a ke vzniku četných mincoven určených pro ražbu prozatímních a jen dočasně platných mincí (Kippermünzstätten).

### Období „Kipper und Wipper“ (1621–1623)

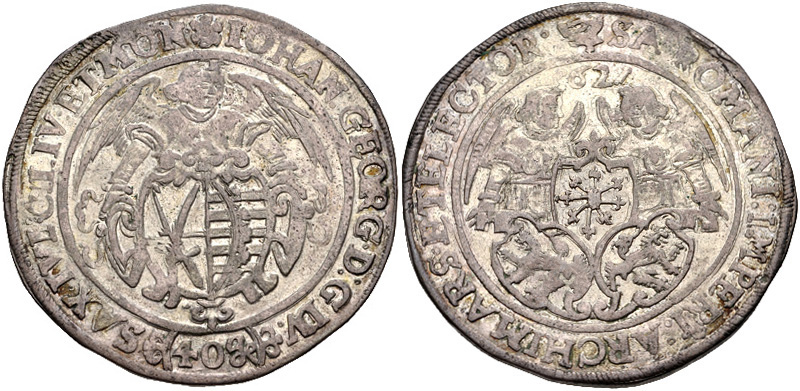
Kurfiřt Jan Jiří I., 40 Kippergroschen (Kippertaler = 40 grošů) 1621, Kippermünzstätte Dresden

Monopol drážďanské mincovny byl rozbit zřizováním četných mincoven pro ražbu dočasných mincí (Kippermünzstätten). Díky značné podobnosti těchto mincí se schreckenberskými nebo andělskými groši raženými v Sasku a Durynsku v letech 1498–1571 byly tyto provizorní mince v Saském kurfiřtství velmi populární. Proti jejich ražbě nebylo možné nic namítat, protože se nejednalo o tolary nebo jejich díly, ale o zemské mince, na které se říšský mincovní řád nevztahoval. Nejmenší mince, což byly jednostranné měděné haléře, vyráběl měděný hamr v Grünthalu.
Teprve naprosté zhroucení finančního systému donutilo v roce 1623 Saské kurfiřtství k návratu k říšskému mincovnímu rázu. Říšský mincovní řád nebyl během období „Kipper und Wipper“ oficiálně zrušen.

### Ražba podle zinnského a lipského mincovního rázu (1667–1690–1763)

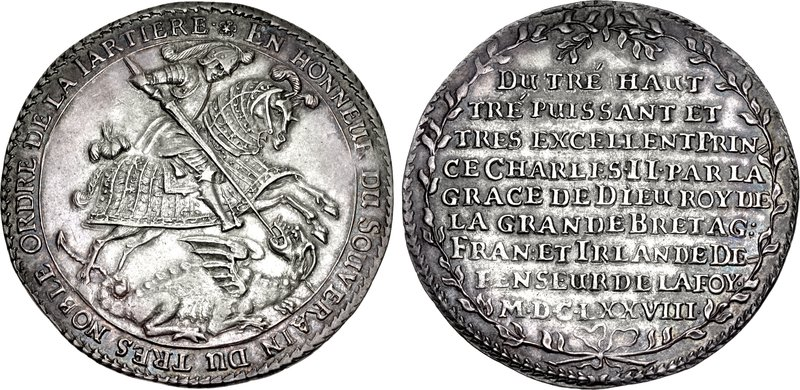
Kurfiřt Jan Jiří II., kurantní tolar (Hosenbandtaler) 1678 (hmotnost 23,32 g). Kurantní tolary se razily jen ve výjimečných případech.

Po skončení třicetileté války došlo ke druhému kratšímu období „Kipper und Wipper“, kterému se však Braniborské i Saské kurfiřtství bránilo dohodou o novém mincovním rázu v Zinně v roce 1667, která měla zohlednit stoupající cenu stříbra. V témže roce byla zrušena krátkodobá ražba zemských mincí ve speciálně zřízené budyšínské mincovně. Hlavním nominálem se stal ⅔ tolar (⅔ Kuranttaler, tj. kurantní/oběžný tolar) nebo gulden v hodnotě 16 grošů. Tolar v hodnotě 24 grošů, dosud nazývaný říšský tolar, se až na několik výjimek vůbec nerazil. V platebních transakcích byl tento tolar stále účetní jednotkou v hodnotě 24 grošů. Z tohoto důvodu je na groších vyraženo 24/EINEN/TALER. Zmíněným tolarem je onen nevyražený účetní tolar. Tato měna již nebyla založena na usneseních říšského sněmu, ale na dohodě Braniborského a Saského kurfiřtství. Říšský tolar byl dále ražen pouze kvůli platební povinnosti saské horní správy jako Speciesreichstaler v hodnotě 28 grošů.
Ražba podle zinnské smlouvy v roce 1667 (Výňatek podle Arnolda)

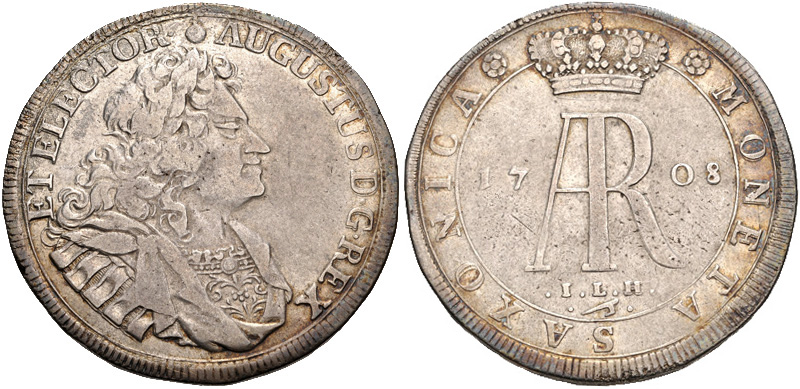
Král August II. Silný, speciesreichstaler = 32 grošů z roku 1708, nadále raženo podle říšského mincovního rázu, ale bez odkazu na Polsko. Fridrich August nechal tento tolar razit poté, co se musel dočasně vzdát polského trůnu.

- Zinnský mincovní ráz 1667–1690: 10½ kurantních tolarů na jednu jemnou marku váhy

| Nominál                        | Hmotnost (g) | Ryzost (0/00) |
| ------------------------------ | ------------ | ------------- |
| kurantní tolar = 24 grošů      |              |               |
| ⅔ kurantního tolaru = 16 grošů | 16,7         | 888,89        |
| ⅓ kurantního tolaru = 8 grošů  | 9,74         | 760,42        |
| ⅙ kuratního tolaru = 4 groše   | 4,87         | 760,42        |
| groš                           | 1,99         | 465,28        |
| trojník (¼ groše)              | 0,90         | 250           |
| fenik (1⁄12 groše)             | 0,35         | 204,86        |

Dále rostoucí cena stříbra si v roce 1690 vyžádala novou měnovou úpravu. Jejím výsledkem byl lipský mincovní ráz, jenž byl říšským sněmem v Řeznu roku 1735 vyhlášen jako nový mincovní ráz. Speciesreichstaler se nadále razil podle starého říšského rázu, avšak jeho hodnota stoupla na 32 grošů.
- Ražba podle lipského mincovního rázu (1690–1763)
- 12 kurantních tolarů na jednu jemnou marku váhy[32]

Ražby podle lipského mincovního rázu jsou opět kurantní tolary, u kterých byla mezi léty 1693 a 1733 změněna hmotnost a ryzost.
Drobné mince byly raženy podle torgauského mincovního rázu. Novými nominály byl 1⁄12 tolar (dvojitý groš) a 1⁄48 tolar (½ groše).

### Ražba podle mincovního rázu výměnného tolaru (1670/71)

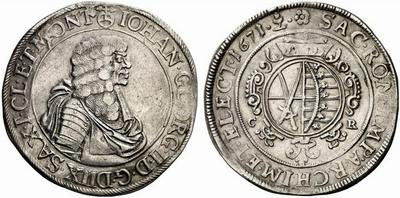
Výměnný tolar z roku 1671 (bez nápisu WECHSELTHALER), Mincovna v Drážďanech

V letech 1670/1671 byl ražen výměnný tolar a jeho díly podle výměnného mincovního rázu.
Výměnný tolar byl zaveden za kurfiřta Jana Jiřího II. (1656–1680) podle výměnného či burgundského tolarového rázu (861/1000). Tento tolar a jeho díly byly zamýšleny jako podpora lipského obchodu s Hamburkem a Nizozemskem. Na prvních ražbách z roku 1670 je proto na zadní straně nápis WECHSELTHALER. Výměnný tolarový ráz platil v Saském kurfiřtství v letech 1670–1671.

### Sasko-polský bankovní tolar podle burgundského mincovního rázu (1702)

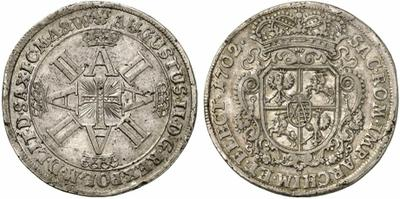
Sasko-polský bankovní tolar z roku 1702, Mincovna v Lipsku, tzv. beichlingenský řádový tolar

August II. Silný (1694–1733) nechal roku 1702 v lipské mincovně razit tři bankovní tolary s různými mincovními obrazy. Hodnotou odpovídaly polským tolarům raženým podle burgundského rázu, a proto byla jejich hodnota o něco nižší než u tolarů ražených podle rázu říšského. Existují rovněž saské tolary nižší hodnoty, ale i normální polské tolary.
Ražbu bankovních tolarů zorganizoval velkokancléř Wolf Dietrich hrabě von Beichlingen. Na tzv. beichlingenském řádovém tolaru byl vyobrazen pouze maltézský kříž, nikoliv dánský řád slona, jako tomu bylo u obou dalších tolarů.
Beichlingen měl správně použít dánský řád Dannebrog, jehož byl rytířem, a tento tolar byl tedy považován za urážku krále. Hrabě, který byl rovněž odpovědný za ražbu podřadných šestifenikových mincí Roter Seufzer z let 1701–1702, upadl v nemilost. Ražba všech tří bankovních tolarů byla v roce jejich zavedení zastavena.

### Ražba podle konvenčního mincovního rázu (1763–1838)
Rozvrácení mincovního systému během sedmileté války (1756–1763) vyžadovalo nezbytnou měnovou reformu. Pruské kontribuce a falšování mincí Fridrichem II. Velikým (1740–1786) jako prostředek financování války totiž vedly k úplnému zhroucení měnového systému v Sasku a Polsku.

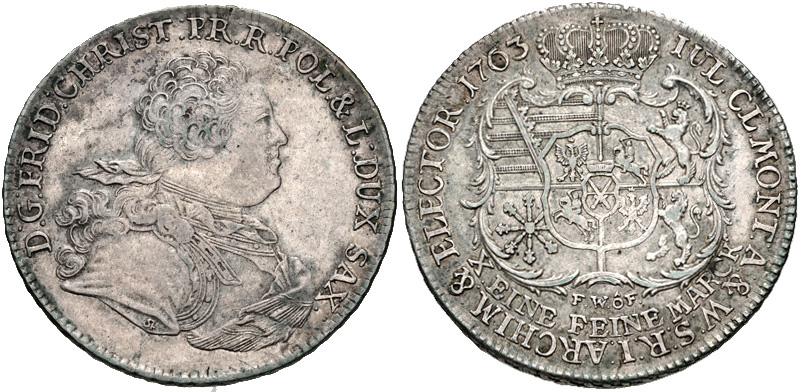
Kurfiřt Fridrich Kristián, Konventionsspeciestaler 1763, s nápisem X EINE FEINE MARCK, Mincovna v Drážďanech

Dne 14. května 1763 představilo Saské kurfiřtství a ernestinská knížectví konvenční mincovní ráz, známý také jako 20-guldenový ráz. Z jemné marky stříbra o hmotnosti ca. 234 g se v Sasku razilo:
- 10 konvenčních speciálních tolarů = 20 ⅔-tolarů = 40 ⅓-tolarů = 80 ⅙-tolarů = 160 1⁄12-tolarů (dvojitých grošů) = 320 1⁄24-tolarů (grošů) = 960 1⁄48-tolarů (půlgrošů)

1 oběžný konvenční tolar (říšský tolar) odpovídal 24 grošům. Tyto konvenční mince od grošů až po konvenční speciální tolary zůstaly co do obsahu stříbra po celou dobu platnosti konvenčního mincovního rázu stabilní.
Ze zlatých mincí se razily především dukáty určené pro dálkový obchod a velkobchod, mince v hodnotě 5 tolarů (Augustd’or) a 10 tolarů (Doppel-Augustd’or). I tyto zlaté mince zůstaly na váze a ryzosti nezměněny. Dalšími ražbami byly drobné mince: halíř, fenik a 3, 4 a 8 fenikové mince. Ani zlaté mince, ani tyto drobné mince nebyly konvenčními platidly.
V letech 1804–1825 probíhaly veškeré ražby měděných mincí v mincovně Grünthal, která se nacházela ve starém hamru a fungovala jako vedlejší provoz při drážďanské mincovně.

### Ražba podle čtrnáctitolarového mincovního rázu (1839–1856)

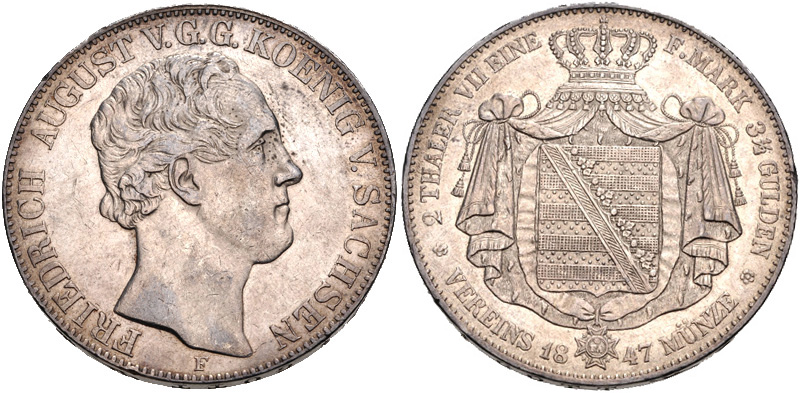
Král Fridrich August II., dvojitý tolar 1847, s nápisem 2 THALER VII EINE F. MARK 3½ GULDEN / VEREINSMÜNZE

Po zavedení Německé obchodní a celní unie založily státy této unie v letech 1837/38 v Mnichově a Drážďanech Německý celní spolek, který přijal pruský (graumannovský) 14-tolarový mincovní ráz. Poté byly vyraženy jednotné dvojité tolary nebo 3½-guldeny.
Z jedné jemné marky stříbra se v Saském království v souladu se 14-tolarovým mincovním rázem razilo:
- 7 dvojitých tolarů = 14 spolkových tolarů
- 1 spolkový tolar = 30 nových grošů = 300 feniků
- 1 nový groš = 10 feniků (1 jemná marka = 420 nových grošů)[44]

Tento tolar tedy hodnotou odpovídal pruskému tolaru, který se jako 1⁄30 tolar rovnal saskému novému groši stejně jako 1⁄30 tolar pruskému stříbrnému groši. Saský a pruský nominální systém se však lišily rozdělením grošů na feniky. Zatímco Prusko si zachovalo starý duodecimální systém s rozdělením na 12 feniků, Sasko učinilo vědomý krok k decimálnímu systému s rozdělením grošů na 10 feniků. To se projevilo zvláště při ražbě 1/3 tolaru, který měl hodnotu 10 nových grošů nebo 100 saských feniků.

### Ražba podle třicetitolarového mincovního rázu (1857–1871) (1872)

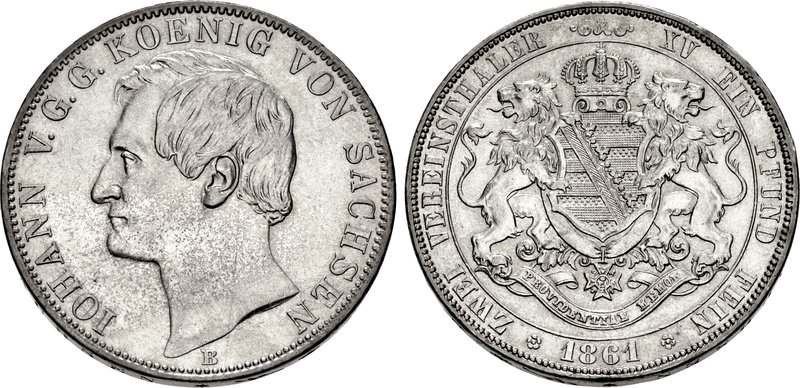
Král Jan I. Saský, dvojitý tolar 1861 s nápisem 2 VEREINSTHALER XV EIN PFUND FEIN

V roce 1857 vstoupilo ve Vídni Rakousko a Lichtenštejnsko do německého měnového spolku. S touto vídeňskou dohodou byl zaveden decimální systém. Marka byla jakožto váhová jednotka nahrazena celní librou (Zollpfund) odpovídající 500 g a tolar byl vydán vedle dvojitého tolaru jako spolková mince. Z jedné celní libry o 500 g se razilo 30 spolkových tolarů. Podle tohoto mincovního rázu se v Sasku vyráběly mince až do zavedení císařské měny.
Založení Německého císařství bez Rakouska a Lichtenštejnska umožnilo vytvoření jednotné měny. Pro ražbu mincí využilo císařství mincovního práva jednotlivých spolkových států. S tímto rozhodnutím skončily dějiny saského mincovnictví, třebaže mincovna v Drážďanech byla v provozu do roku 1886, a poté mincovna v Muldenhüttenu u Freibergu až do roku 1953. Starý tolar podle 14-tolarového mincovního rázu ztratil po vídeňské dohodě na své hodnotě jen nepatrně, když byl upraven podle 30-tolarového rázu s celní librou jako modelovou jednotkou, takže odpovídal hodnotě tří marek nové společné měny. Z tohoto důvodu saský trojtolar i po zavedení marky odpovídal dále 100 fenikům. Saské feniky mohly bez problémů zůstat v oběhu mnoho let po zavedení marky.